# Hillside, Illinois
Hillside är en ort (village) i Cook County, i delstaten Illinois, USA. Enligt United States Census Bureau har orten en folkmängd på 8 193 invånare (2011) och en landarea på 8,2 km².